# Rathaus (Markt Einersheim)

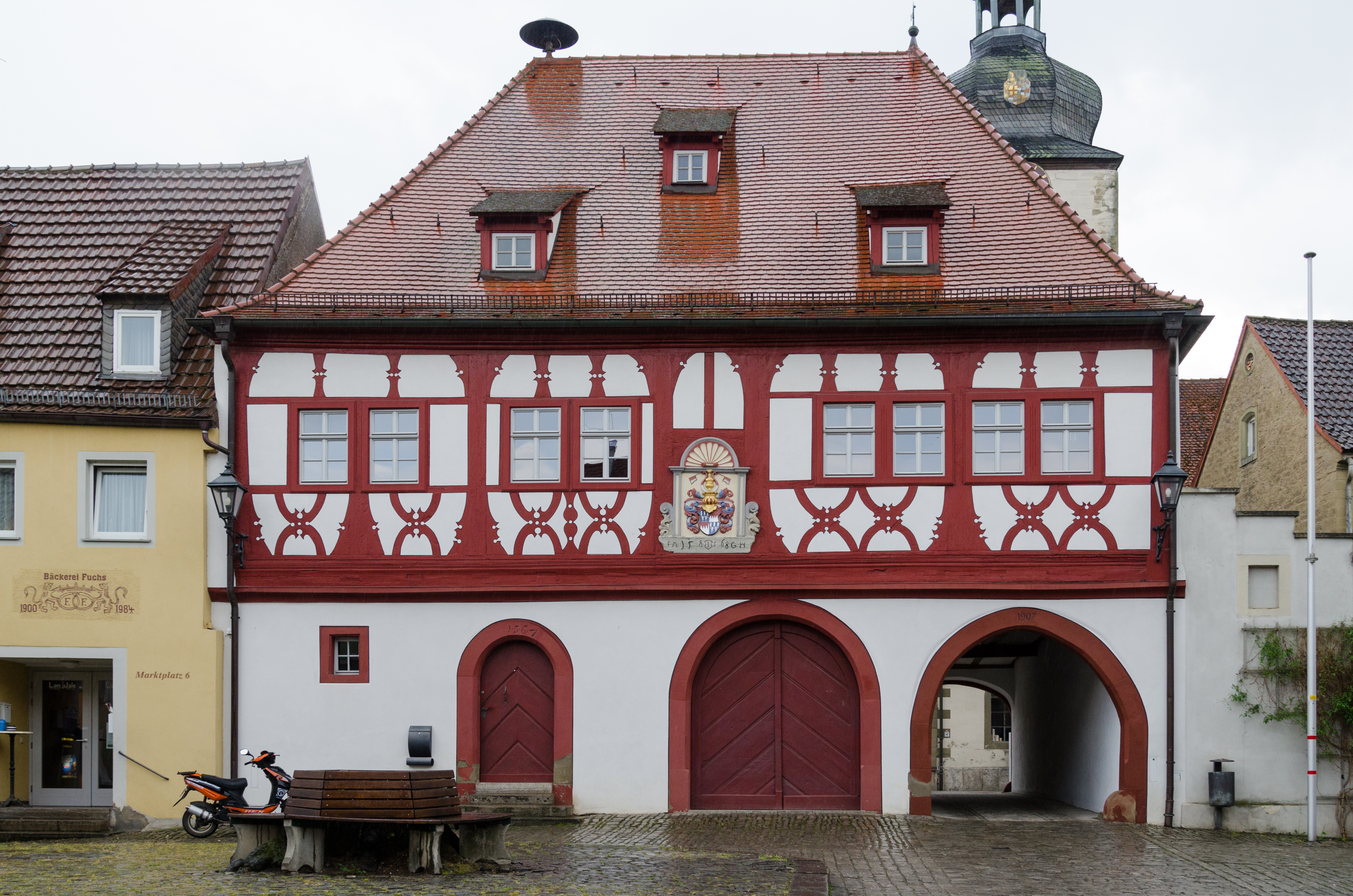
Rathaus in Markt Einersheim

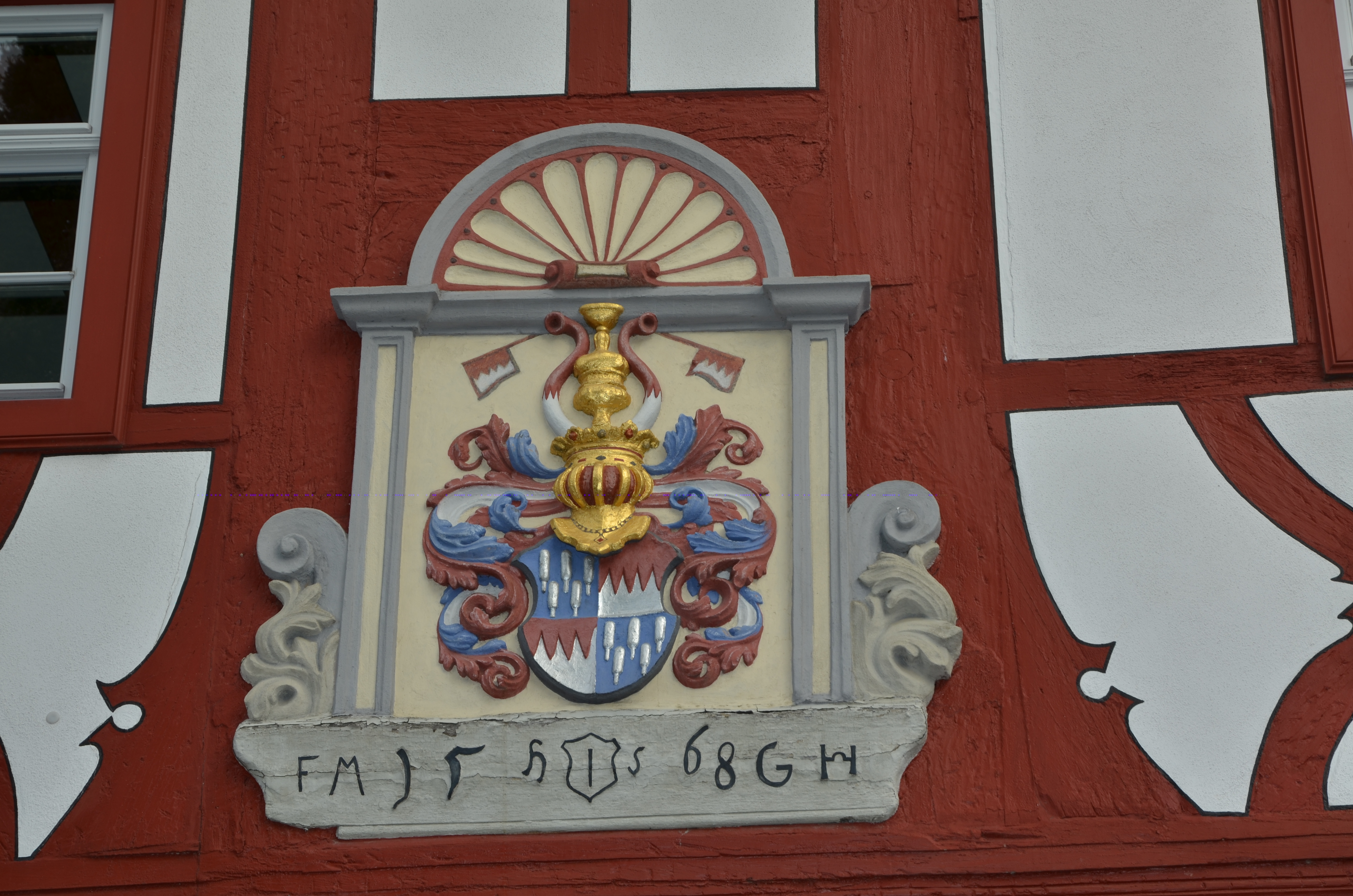
Wappen des Marktes Einersheim

Das Rathaus in Markt Einersheim, einer Marktgemeinde im unterfränkischen Landkreis Kitzingen in Bayern, wurde 1567/68 errichtet. Das Rathaus am Marktplatz 5 ist ein geschütztes Baudenkmal. 
Der zweigeschossige Walmdachbau mit  Zierfachwerkobergeschoss hat eine rundbogige Tordurchfahrt, die zugleich das Torhaus der ehemaligen Kirchenburg Einersheim war. 
Das Fachwerkobergeschoss mit Andreaskreuzen wurde von 1740 bis 1742 erneuert. 